# Automolis nigritarsis
Automolis nigritarsis là một loài bướm đêm thuộc phân họ Arctiinae, họ Erebidae.